# Piłka nożna w Polsce (2008/2009)
Piłka nożna w Polsce - sezon 2008/2009
- Mistrz Polski: Wisła Kraków
- Wicemistrz Polski: Legia Warszawa
- Zdobywca Pucharu Polski: Lech Poznań
- Zdobywca Pucharu Ekstraklasy: Śląsk Wrocław
- Zdobywca Superpucharu Polski: Lech Poznań
- Spadek z Ekstraklasy: ŁKS Łódź, Górnik Zabrze
- Awans do Ekstraklasy: Zagłębie Lubin, Korona Kielce
- Mistrz jesieni w Ekstraklasie: Polonia Warszawa
- Mistrz jesieni w I lidze: Widzew Łódź
- start w eliminacjach Ligi Mistrzów: Wisła Kraków
- start w Lidze Europejskiej: Lech Poznań , Legia Warszawa, Polonia Warszawa
- Zwycięzca Młodej Ekstraklasy: Ruch Chorzów

- Ekstraklasa w piłce nożnej (2008/2009)
- I liga polska w piłce nożnej (2008/2009)
- II liga polska w piłce nożnej (2008/2009)
- III liga polska w piłce nożnej (2008/2009)
- Puchar Polski w piłce nożnej (2008/2009)
- Puchar Ekstraklasy (2008/2009)
- Superpuchar Ekstraklasy 2009